# Datu Sikatuna

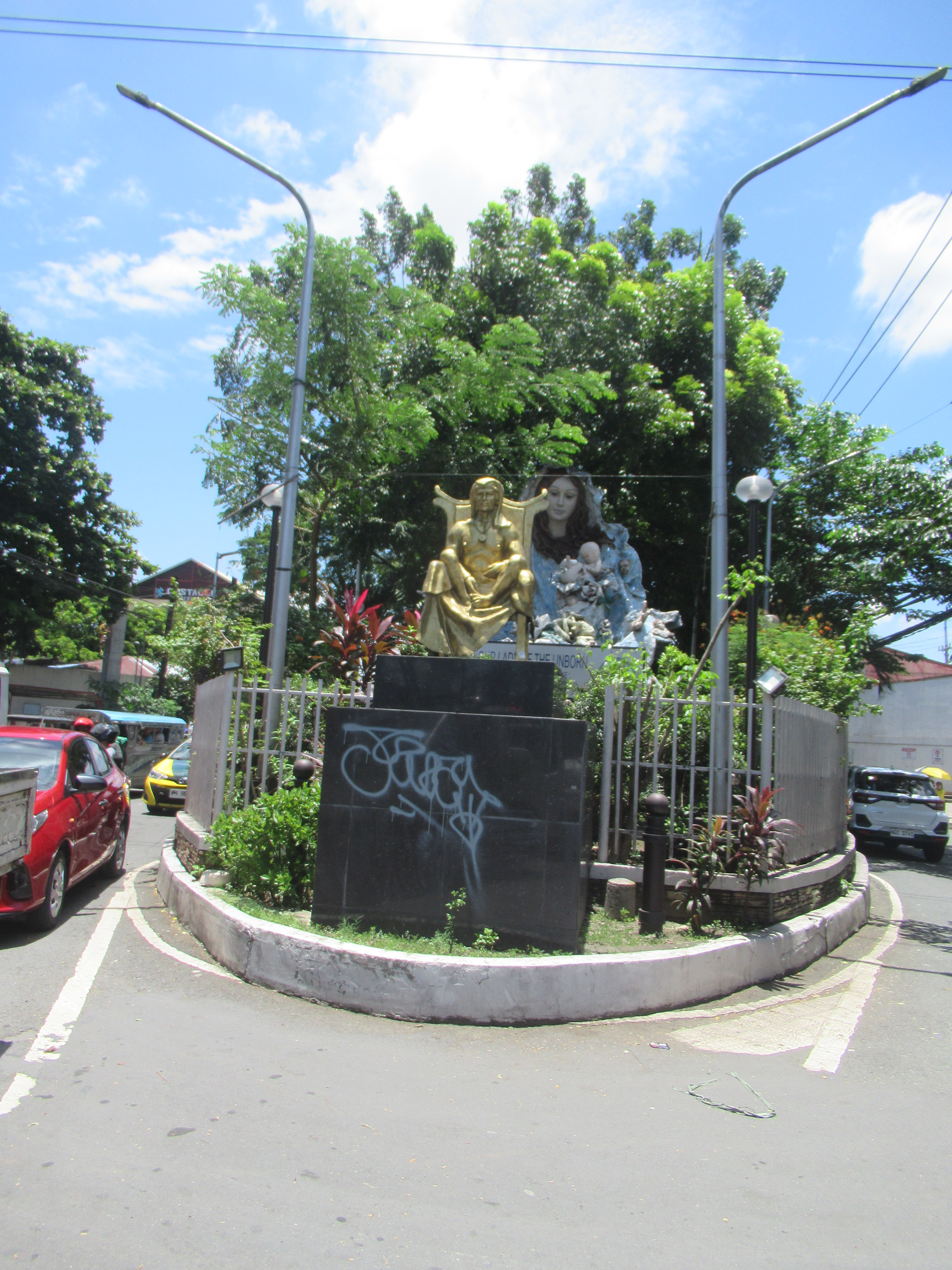
Statue in Quezon City

Datu Sikatuna war der Häuptling (→ Datu) auf der philippinischen Insel Bohol, der mit dem spanischen Konquistador Miguel López de Legazpi am 16. März 1565 als Zeichen der Freundschaft zwischen den beiden Völkern Blutsbrüderschaft schloss. Daran erinnert heute ein Denkmal an der sog. Blood Compact Site im zur Stadt Tagbilaran gehörenden Barangay Bool, sowie die alljährlich im März auf Bohol stattfindende Feier Fiesta de Sandugo.
| Personendaten    | Personendaten                                 |
| ---------------- | --------------------------------------------- |
| NAME             | Datu Sikatuna                                 |
| KURZBESCHREIBUNG | Häuptling auf der philippinischen Insel Bohol |
| GEBURTSDATUM     | 15. Jahrhundert oder 16. Jahrhundert          |
| STERBEDATUM      | 16. Jahrhundert                               |